# Komarowo (rejon kowelski)
Komarowo  (ukr. Комарове, Komarowe) – wieś na Ukrainie, w obwodzie wołyńskim, w rejonie kowelskim. W 2001 roku liczyła mieszkańców.
Do 2020 w rejonie starowyżewskim.